# Oscillerande torn
Oscillerande torn (från engelska oscillating turret, på tyska Wiegeturm ("vaggtorn"; "torn i vagga")), är en typ av kanontorn normalt avsedd för stridsvagnar. Det består av två större delar, en så kallad "vagga" och ett "torn", vilka båda tillsammans utgör hela tornet. Vaggan utgör tornets bas och sitter fast monterad på tornkransen som tillåter tornet att rotera. Det så kallade "tornet" är egentligen bara halva delen av tornet som helhet och innehåller tornets beväpning, varav denna är fixerad inuti tornet. Tornet är i sig monterat på vaggan via tappar som då utgör ett vridmoment. Dessa tappar tillåter "tornet" och dess beväpning att rotera på X-axeln som då utgör den oscillerande aspekten vilket i sig står för riktmetoden i hur beväpningen höjs och dumpas. 
Det är denna formgivning som skiljer typen från konventionella kanontorn då dessa istället har ett homogent torn med höjning- och dumpningselement på själva beväpningen.
Den stora fördelen med oscillerande torn är att beväpningen sitter fast monterad i större delen av tornet vilket då tillåter för enklare installation av automatladdare för huvudbeväpningen, vilket oftast består av en högtryckskanon. En automatladdare raderar nödvändigheten att ha en dedikerad laddare för vagnen och tillåter även högre eldhastighet i längden gentemot manuell laddning. En historisk nackdel är dock att elevationsvinkeln för beväpningen blir mycket begränsad. (Se avsnittet om för- och nackdelar för mer information gällande detta.)

## Beskrivning och funktion
Ett oscillerande torn består av två primära delar. 
- Den första delen är delen som sitter monterad på själva fordonet. Denna roterar på X-axeln och kallas vagga.
- Den andra delen är den oscillerande delen och är monterad i vaggan genom ett midjefäste. Denna roterar på Y-axeln och kallas ofta bara för "tornet". Tornet innehåller även större delen av stridsrummet.

Genom olika typer av kraftöverföring kan man få "tornet" att tilta. Detta används för att höja och dumpa beväpningen i tornet.
I konventionella torn är det själva beväpningen som tiltas och inte någon större del av själva tornet.

## Fördelar
Oscillerande torn har ett par fördelar gentemot konventionella kanontorn. 
Några generella fördelar är:
Beväpningen kan monteras högre upp i tornet. En högre beväpning betyder att man behöver visa mindre av tornet i skrovläge, det vill säga när man är bakom en kulle eller liknande skydd, alternativt att man är i en nedsänkning eller grop, för att kunna skjuta mot ett fientligt mål och därmed är man i mindre fara för att bli träffad tillbaka då man är ett mindre mål. 
På konventionella torn behöver hela beväpningen tiltas inuti tornet för att höja och dumpa pipan. På grund av detta behöver beväpning monteras ganska centralt framme på tornet för att ha rum att göra detta. Förutom en central placering behöver tornkransen vara stor nog för att tillåta dumpningen av bakladdaren inuti tornet. Även detta leder till en större profil.
I oscillerande torn är det själva tornet som tiltas och detta gör att beväpningen kan monteras mycket högre eftersom det inte behöver tiltas inuti tornet. Detta gör att kanonen alltid är över tornkransen, vilket leder till att man kan använda mindre tornkrans och då mindre torn. Ett litet torn med en liten tornkrans tillåter lättare montering på små fordon och därmed en mycket mindre profil. 
Lättare montering av större och grövre beväpningar. Eftersom kanonen inte behöver något svängrum i ett oscillerande torn kan man lättare montera större och grövre beväpningar då det finns mycket mer plats.
Lättare montering av automatladdare. En automatladdare är mycket kraftfull om man får den att fungera. En automatladdare kan ge en högre eldhastighet jämförbart med manuell laddning och besättningen kan minskas eftersom det inte behövs en primär laddare. 
I ett konventionellt torn brukar en automatladdare vara mycket problematisk. De brukar ta upp väldigt mycket plats och laddningen brukar vara problematisk då kanonen behöver vara i linje med automatladdaren för att den ska fungera. Detta betyder att kanonen antingen behöver gå tillbaka i linje med automatladdaren efter varje skott eller att man har ett extremt stort torn som tillåter automatladdaren att tilta tillsammans med kanonen inuti tornet. En alternativ automatladdare är en laddarm eller laddrigg som då för patronerna från ett magasin till bakladdaren vilket är extremt svårt att konstruera samt få att fungera. Ett annat problem är en mycket låg ammunitionskapacitet på grund av det ofta mycket trånga utrymmet lämnat av kanonens krav av svängrum. 
I ett oscillerande torn är beväpningen fixerad och då alltid i linje med tornet vilket gör att det är mycket lätt att montera en automatladdare i linje med kanonen. Utryms möjligheterna lämnade av den fixerade kanonen gör även att man kan lättare ha en automatladdare med stort magasin.

## Nackdelar
Oscillerande torn har även ett par nackdelar gentemot konventionella kanontorn. 
Några generella nackdelar är:
Begränsade höjdvinklar och hög profil. Eftersom oscillerande torn ofta har en automatladdare i baken av tornet som hänger utöver motordäcket så begränsas ofta höjningen av kanonen till ett värde som är sämre än det hos ett konventionellt kanontorn. Och i många fall är även dumpningen av kanonen begränsad till ett undermåligt värde på grund av det frontala skyttet på vaggan. Man brukar försöka förbättra detta genom att montera kanonen högt som tidigare nämnts. Dock leder även detta i många fall till ett ganska högt torn jämfört med ett konventionellt torn. Som tidigare nämnt är detta bra i skrovläge men i öppen terräng leder detta till en hög profil som är lättare att se än ett konventionellt kanontorn.
Svår att stabilisera. På grund av att hela tornet tiltas är det nästan omöjligt att stabilisera. Detta beror på den tunga vikten av allt pansar som tornet är uppbyggt av.
Svår att göra säker från CBRN-krigföring. På grund av att tornet är uppdelad i två delar är det svårt att göra tornet säker från kemiska, biologiska, radiologiska eller nukleära vapen då dessa kan komma igenom glipan mellan torn och vagga och därmed in i stridsrummet. En lösning till detta är att inkapsla stridsrummet i tornet men detta är svårt att göra i praktiken då det behövs en massa olika instrument och utrustning för att göra stridsrummet luftätt och på samma gång ge frisk luft till besättningen. En vanlig tillfällig lösning för detta brukar vara ett täcka över glipan med vattentät duk. Dock så är detta inte en perfekt lösning men skulle i vissa CBRN fall hålla tillräckligt länge för att besättningen skulle kunna sätta på sig CBRN-skyddsdräkter.